# Golden Girls/Episodenliste
Diese Episodenliste enthält alle Folgen der US-Fernsehserie Golden Girls in der Reihenfolge ihrer US-Erstausstrahlung, die deutsche Erstausstrahlung in der ARD weicht davon teilweise ab. Insgesamt entstanden 180 halbstündige Folgen in sieben Staffeln. Diese umfassten meist 26 Folgen, Staffeln 1 und 3 je eine weniger. Die Erstausstrahlung erfolgte zwischen 1985 und 1992 bei NBC.
| Staffel | Folgen | Premiere      | Finale       | dt. Premiere  | dt. Finale    | dt. DVDs      |
| ------- | ------ | ------------- | ------------ | ------------- | ------------- | ------------- |
| 1       | 25     | 14. Sep. 1985 | 10. Mai 1986 | 26. Jan. 1990 | 10. Aug. 1990 | 14. Juli 2005 |
| 2       | 26     | 27. Sep. 1986 | 16. Mai 1987 | 17. Aug. 1990 | 25. Jan. 1991 | 1. Sep. 2005  |
| 3       | 25     | 19. Sep. 1987 | 7. Mai 1988  | 15. Feb. 1991 | 26. Juli 1991 | 9. Feb. 2006  |
| 4       | 26     | 8. Okt. 1988  | 13. Mai 1989 | 9. Aug. 1991  | 26. Juni 1992 | 6. Dez. 2007  |
| 5       | 26     | 23. Sep. 1989 | 5. Mai 1990  | 28. Aug. 1992 | 8. Juni 1993  | 17. Apr. 2008 |
| 6       | 26     | 22. Sep. 1990 | 4. Mai 1991  | 15. Juni 1993 | 19. Apr. 1994 | 13. Nov. 2008 |
| 7       | 26     | 21. Sep. 1991 | 9. Mai 1992  | 26. Apr. 1994 | 27. Dez. 1994 | 2. Apr. 2009  |
| 1–7     | 180    | —             | —            | —             | —             | 8. Juli 2010  |

## Staffel 1
| Nr. (ges.) | Nr. (St.) | Deutscher Titel           | Originaltitel                            | Erstausstrahlung USA | Deutschsprachige Erstausstrahlung (D) | Regie          | Drehbuch                                                                | Gaststars                                |
| ---------- | --------- | ------------------------- | ---------------------------------------- | -------------------- | ------------------------------------- | -------------- | ----------------------------------------------------------------------- | ---------------------------------------- |
| 1          | 1         | Die Verlobung             | The Engagement/Pilot                     | 14. Sep. 1985        | 26. Jan. 1990                         | Jay Sandrich   | Susan Harris                                                            | Frank Aletter, Meshach Taylor            |
| 2          | 2         | Der Hochzeitsgast         | Guess Who’s Coming to the Wedding?       | 21. Sep. 1985        | 16. Feb. 1990                         | Paul Bogart    | Susan Harris, Winifred Hervey                                           | Herb Edelman                             |
| 3          | 3         | Ein Mann für Rose         | Rose the Prude                           | 28. Sep. 1985        | 9. März 1990                          | Jim Drake      | Barry Fanaro, Morth Nathan                                              | Harold Gould                             |
| 4          | 4         | Die Transplantation       | Transplant                               | 5. Okt. 1985         | 2. März 1990                          | Paul Bogart    | Susan Harris                                                            | Sheree North                             |
| 5          | 5         | Liebesdreieck             | The Triangle                             | 19. Okt. 1985        | 30. März 1990                         | Jim Drake      | Winifred Harvey                                                         | Peter Hansen                             |
| 6          | 6         | Die Großmutter–Brigade    | On Golden Girls                          | 26. Okt. 1985        | 16. März 1990                         | Jim Drake      | Liz Sage                                                                | Billy Jayne                              |
| 7          | 7         | Sizilianische Romanze     | The Competition                          | 2. Nov. 1985         | 6. Apr. 1990                          | Jim Drake      | Barry Fanaro, Mort Nathan                                               | Ralph Manza                              |
| 8          | 8         | Der Einbruch              | The Break-In                             | 9. Nov. 1985         | 9. Feb. 1990                          | Paul Bogart    | Susan Harris                                                            | Christian Clemenson                      |
| 9          | 9         | Wir und die jungen Männer | Blanche and the Younger Man              | 16. Nov. 1985        | 20. Apr. 1990                         | Jim Drake      | James Berg, Stan Zimmerman                                              | Jeanette Nolan                           |
| 10         | 10        | Der Herzinfarkt           | The Heart Attack                         | 23. Nov. 1985        | 4. Mai 1990                           | Jim Drake      | Susan Harris                                                            | Ronald Hunter                            |
| 11         | 11        | Der Ex-Ex-Mann            | The Return of Dorothy’s Ex/Stan’s Return | 30. Nov. 1985        | 27. Apr. 1990                         | Jim Drake      | Terry Grossman, Kathy Speer                                             | Herb Edelman                             |
| 12         | 12        | Sophia zieht aus          | The Custody Battle                       | 7. Dez. 1985         | 11. Mai 1990                          | Terry Hughes   | Winifred Hervey                                                         | Doris Belack                             |
| 13         | 13        | Eine ganz kleine Romanze  | A Little Romance                         | 14. Dez. 1985        | 13. Juli 1990                         | Terry Hughes   | Barry Fanaro, Morth Nathan                                              | Jeane Dixon                              |
| 14         | 14        | Die Affäre                | That Was No Lady                         | 21. Dez. 1985        | 23. März 1990                         | Jim Drake      | Liz Sage                                                                | Alex Rocco                               |
| 15         | 15        | Ein Schock für Rose       | In a Bed of Rose’s                       | 11. Jan. 1986        | 27. Juli 1990                         | Terry Hughes   | Susan Harris                                                            | Priscilla Morril, Richard Roat           |
| 16         | 16        | Wo ein Wille ist          | The Truth Will Out                       | 18. Jan. 1986        | 18. Mai 1990                          | Terry Hughes   | Susan Beaver                                                            | Bridgette Andersen                       |
| 17         | 17        | Miami Vice                | Nice and Easy                            | 1. Feb. 1986         | 25. Mai 1990                          | Terry Hughes   | Stuart Silverman                                                        | Hallie Todd                              |
| 18         | 18        | Die Operation             | The Operation                            | 8. Feb. 1986         | 1. Juni 1990                          | Terry Hughes   | Winifred Hervey                                                         | Robert Picardo, Anne Haney, Bill Quinn   |
| 19         | 19        | Noch einmal Mutter sein?  | Second Motherhood                        | 15. Feb. 1986        | 22. Juni 1990                         | Gary Shimokawa | Christopher Lloyd                                                       | Kevin McCarthy                           |
| 20         | 20        | Ein unzüchtiger Antrag    | Adult Education                          | 22. Feb. 1986        | 29. Juni 1990                         | Jack Shea      | James Berg, Stan Zimmerman                                              | Jerry Hardin                             |
| 21         | 21        | Die Grippe                | The Flu/Flu Attack                       | 1. März 1986         | 20. Juli 1990                         | Terry Hughes   | James Berg, Stan Zimmerman                                              | Marcelo Tubert, Ray Reinhardt            |
| 22         | 22        | Der neue Job              | Job Hunting                              | 8. März 1986         | 2. Feb. 1990                          | Paul Bogart    | Terry Grossman, Kathy Speer                                             | Richard Venture                          |
| 23         | 23        | Lily’s Ehrgeiz            | Blind Ambitions                          | 29. März 1986        | 3. Aug. 1990                          | Terry Hughes   | Bob Colleary                                                            | Polly Holliday                           |
| 24         | 24        | Big Daddy                 | Big Daddy                                | 3. Mai 1986          | 6. Juli 1990                          | Terry Hughes   | Barry Fanaro, Mort Nathan                                               | Murray Hamilton, Gordon Jump, Peggy Pope |
| 25         | 25        | Die Macht des Käsekuchens | The Way We Met                           | 10. Mai 1986         | 10. Aug. 1990                         | Terry Hughes   | Barry Fanaro, Terry Grossman, Winifred Hervey, Mort Nathan, Kathy Speer | Shirley Prestia                          |

## Staffel 2
| Nr. (ges.) | Nr. (St.) | Deutscher Titel              | Originaltitel                        | Erstausstrahlung USA | Deutschsprachige Erstausstrahlung (D) | Regie           | Drehbuch                                               | Gaststars                                                          |
| ---------- | --------- | ---------------------------- | ------------------------------------ | -------------------- | ------------------------------------- | --------------- | ------------------------------------------------------ | ------------------------------------------------------------------ |
| 26         | 1         | Blanche in Panik             | End of the Curse                     | 27. Sep. 1986        | 17. Aug. 1990                         | Terry Hughes    | Susan Harris                                           | Philip Sterling                                                    |
| 27         | 2         | Die Damen der Nacht          | Ladies Of The Evening                | 4. Okt. 1986         | 24. Aug. 1990                         | Terry Hughes    | Barry Fanaro, Morth Nathan                             | Rhonda Aldrich                                                     |
| 28         | 3         | Immer Ärger mit Stan         | Take Him, He’s mine                  | 11. Okt. 1986        | 31. Aug. 1990                         | Terry Hughes    | Terry Grossman, Kathy Speer                            | Herb Edelman                                                       |
| 29         | 4         | Wie von der Axt gefällt      | It’s A Miserable Life                | 1. Nov. 1986         | 12. Okt. 1990                         | Terry Hughes    | Barry Fanaro, Morth Nathan                             | Nan Martin                                                         |
| 30         | 5         | Liebesgeständnis             | Isn’t It Romantic?                   | 8. Nov. 1986         | 7. Sep. 1990                          | Terry Hughes    | Jeffrey Duteil                                         |                                                                    |
| 31         | 6         | Singe, wem Gesang gegeben    | Big Daddy’s Little Lady              | 15. Nov. 1986        | 20. März 1992                         | David Steinberg | Russell Marcus                                         | David Wayne, Sondra Currie                                         |
| 32         | 7         | Familienaffäre               | Family Affair                        | 22. Nov. 1986        | 19. Okt. 1990                         | Terry Hughes    | Winifred Hervey                                        | Scott Jacoby                                                       |
| 33         | 8         | Rauschende Ferien            | Vacation                             | 29. Nov. 1986        | 14. Sep. 1990                         | Terry Hughes    | Winifred Hervey                                        | Tom Villard, Stuart Pankin, Stephen Lee, Keye Luke, Paul Rodriguez |
| 34         | 9         | Konkurrenzkampf              | Joust Between Friends                | 6. Dez. 1986         | 21. Sep. 1990                         | Terry Hughes    | Scott Spencer Gordon                                   | Reid Shelton                                                       |
| 35         | 10        | Lieber Isaac Newton          | Love, Rose                           | 13. Dez. 1986        | 26. Okt. 1990                         | Terry Hughes    | Terry Grossman, Kathy Speer                            | Paul Dooley                                                        |
| 36         | 11        | Weihnachtsüberraschungen     | ‘Twas the Nightmare Before Christmas | 20. Dez. 1986        | 21. Dez. 1990                         | Terry Hughes    | Barry Fanaro, Mort Nathan                              | Terry Kiser                                                        |
| 37         | 12        | Teuflisches Duo              | The Sisters                          | 3. Jan. 1987         | 2. Nov. 1990                          | Terry Hughes    | Christopher Lloyd                                      | Nancy Walker                                                       |
| 38         | 13        | Stans neue Krise             | The Stan Who Came to Dinner          | 10. Jan. 1987        | 16. Nov. 1990                         | Terry Hughes    | Terry Grossman, Kathy Speer                            | Herb Edelman                                                       |
| 39         | 14        | Der Mime                     | The Actor                            | 17. Jan. 1987        | 9. Nov. 1990                          | Terry Hughes    | Barry Fanaro, Mort Nathan                              | Lloyd Bochner, Janet Carroll                                       |
| 40         | 15        | Wiedergeburt                 | Before And After                     | 24. Jan. 1987        | 28. Sep. 1990                         | Terry Hughes    | Bob Rosenfarb                                          | Deborah May                                                        |
| 41         | 16        | Da war es nur noch eines     | And Then There Was One               | 31. Jan. 1987        | 23. Nov. 1990                         | Terry Hughes    | Russell Marcus                                         | Christopher Burton                                                 |
| 42         | 17        | Gutenachtgeschichten         | Bedtime Story                        | 7. Feb. 1987         | 28. Dez. 1990                         | Terry Hughes    | Barry Fanaro, Terry Grossman, Mort Nathan, Kathy Speer | Randy Bennett                                                      |
| 43         | 18        | Dorothys Flirt               | Forgive Me, Father                   | 14. Feb. 1987        | 4. Jan. 1991                          | Terry Hughes    | Terry Grossman, Kathy Speer                            | John McMartin                                                      |
| 44         | 19        | Huhn um Huhn                 | Long Day’s Journey Into Marinara     | 21. Feb. 1987        | 18. Jan. 1991                         | Terry Hughes    | Barry Fanaro, Morth Nathan                             | Nancy Walker                                                       |
| 45         | 20        | Ein neuer Körper für Blanche | Whose Face Is This, Anyway?          | 28. Feb. 1987        | 11. Jan. 1991                         | Terry Hughes    | Winifred Hervey                                        | Joseph Whipp                                                       |
| 46         | 21        | Der Lieblingsschüler         | Dorothy’s Prized Pupil               | 14. März 1987        | 5. Okt. 1990                          | Terry Hughes    | Christopher Lloyd                                      | Mario Lopez                                                        |
| 47         | 22        | Rohdiamant                   | Diamond in the Rough                 | 21. März 1987        | 7. Dez. 1990                          | Terry Hughes    | Jan Fischer, William Weidner                           | Donnelly Rhodes, Glenn Shadix                                      |
| 48         | 23        | Geliebter Schwiegersohn      | Son-in-Law Dearest                   | 28. März 1987        | 14. Dez. 1990                         | Terry Hughes    | Patt Shea, Harriet Weiss                               | Herb Edelman                                                       |
| 49         | 24        | Tatort Miami                 | To Catch a Neighbor                  | 2. Mai 1987          | 30. Nov. 1990                         | Terry Hughes    | Russell Marcus                                         | Joseph Campanella, George Clooney                                  |
| 50         | 25        | Geburtstagsüberraschungen    | A Piece of Cake                      | 9. Mai 1987          | 2. Okt. 1992                          | Terry Hughes    | Barry Fanaro, Terry Grossman, Mort Nathan, Kathy Speer | Sid Melton                                                         |
| 51         | 26        | Leeres Nest                  | Empty Nests                          | 16. Mai 1987         | 25. Jan. 1991                         | Jay Sandrich    | Susan Harris                                           | Paul Dooley, David Leisure, Rita Moreno                            |

## Staffel 3
| Nr. (ges.) | Nr. (St.) | Deutscher Titel                    | Originaltitel                    | Erstausstrahlung USA | Deutschsprachige Erstausstrahlung (D) | Regie        | Drehbuch                                                                           | Gaststars                                    |
| ---------- | --------- | ---------------------------------- | -------------------------------- | -------------------- | ------------------------------------- | ------------ | ---------------------------------------------------------------------------------- | -------------------------------------------- |
| 52         | 1         | Der Alte vom Strand                | Old Friends                      | 19. Sep. 1987        | 15. Feb. 1991                         | Terry Hughes | Terry Grossman, Kathy Speer                                                        | Joe Seneca, Janet MacLachlan                 |
| 53         | 2         | Wie werden wir reich und glücklich | One for the Money                | 26. Sep. 1987        | 1. März 1991                          | Terry Hughes | Kathy Speer, Terry Grossman, Barry Fanaro, Mort Nathan, Winifred Hervey Stallworth | Sid Melton                                   |
| 54         | 3         | Schweinchen küsst man nicht        | Bringing Up Baby                 | 3. Okt. 1987         | 27. März 1992                         | Terry Hughes | Barry Fanaro, Mort Nathan                                                          | Parley Baer                                  |
| 55         | 4         | Die Haushälterin                   | The Housekeeper                  | 17. Okt. 1987        | 8. März 1991                          | Terry Hughes | Winifred Hervey Stallworth                                                         | Paula Kelly                                  |
| 56         | 5         | Nur keine Angst vor der Angst      | Nothing to Fear, But Fear Itself | 24. Okt. 1987        | 22. Feb. 1991                         | Terry Hughes | Christopher Lloyd                                                                  | Meg Wyllie                                   |
| 57         | 6         | Brief an Gorbatschow               | Letter to Gorbachev              | 31. Okt. 1987        | 22. März 1991                         | Terry Hughes | Barry Fanaro, Mort Nathan                                                          | Allan Rich, Jaclyn Bernstein                 |
| 58         | 7         | Fremde Bettgesellen                | Strange Bedfellows               | 7. Nov. 1987         | 8. Feb. 1991                          | Terry Hughes | Christopher Lloyd                                                                  | John Schuck                                  |
| 59         | 8         | Liebe unter Brüdern                | Brotherly Love                   | 14. Nov. 1987        | 5. Apr. 1991                          | Terry Hughes | Jeffrey Ferro, Fredric Weiss                                                       | Herb Edelman, McLean Stevenson               |
| 60         | 9         | Besuch vom kleinen Sven            | A Visit from Little Sven         | 21. Nov. 1987        | 15. März 1991                         | Terry Hughes | David Nichols                                                                      | Casey Sander                                 |
| 61         | 10        | Steuerschulden                     | The Audit                        | 28. Nov. 1987        | 1. Feb. 1991                          | Terry Hughes | Winifred Hervey Stallworth                                                         | Herb Edelman                                 |
| 62         | 11        | Vier auf der Couch                 | Three On A Couch                 | 5. Dez. 1987         | 26. Apr. 1991                         | Terry Hughes | Jeffrey Ferro, Fredric Weiss                                                       | Philip Sterling                              |
| 63         | 12        | Charlies Freund                    | Charlie’s Buddy                  | 12. Dez. 1987        | 12. Apr. 1991                         | Terry Hughes | Terry Grossman, Kathy Speer                                                        | Milo O’ Shea                                 |
| 64         | 13        | Der Künstler                       | The Artist                       | 19. Dez. 1987        | 3. Mai 1991                           | Terry Hughes | Christopher Lloyd                                                                  | Tony Jay                                     |
| 65         | 14        | Die kleine Tochter                 | Blanche’s Little Girl            | 2. Jan. 1988         | 17. Mai 1991                          | Terry Hughes | Terry Grossman, Kathy Speer                                                        | Shawn Schepps, Meg Wyllie                    |
| 66         | 15        | Dorothys neue Freundin             | Dorothy’s New Friend             | 16. Jan. 1988        | 10. Mai 1991                          | Terry Hughes | Robert Bruce, Martin Weiss                                                         | Bonnie Bartlett                              |
| 67         | 16        | Quizfieber                         | Grab That Dough                  | 23. Jan. 1988        | 19. Apr. 1991                         | Terry Hughes | Winifred Hervey Stallworth                                                         | Lucy Lee Flippin                             |
| 68         | 17        | Sturm über Miami                   | My Brother, My Father            | 6. Feb. 1988         | 25. Mai 1991                          | Terry Hughes | Barry Fanaro, Mort Nathan                                                          | Herb Edelman, Bill Dana                      |
| 69         | 18        | Goldene Momente (Teil 1)           | Golden Moments (Part 1)          | 13. Feb. 1988        | 31. Mai 1991                          | Terry Hughes | Barry Fanaro, Terry Grossman, Mort Nathan, Kathy Speer                             |                                              |
| 70         | 19        | Goldene Momente (Teil 2)           | Golden Moments (Part 2)          | 13. Feb. 1988        | 14. Juni 1991                         | Terry Hughes | Barry Fanaro, Terry Grossman, Mort Nathan, Kathy Speer                             |                                              |
| 71         | 20        | Unvermeidliche Sophia              | And Ma Makes Three               | 20. Feb. 1988        | 21. Juni 1991                         | Terry Hughes | Winifred Hervey Stallworth                                                         | James Karen                                  |
| 72         | 21        | Der Gangsterkönig                  | Larceny and Old Lace             | 27. Feb. 1988        | 28. Juni 1991                         | Terry Hughes | Robert Bruce, Martin Weiss, Jeffrey Ferro, Fredric Weiss                           | Mickey Rooney                                |
| 73         | 22        | Das große Abenteuer                | Rose’s Big Adventure             | 12. März 1988        | 19. Juli 1991                         | Terry Hughes | Jeff Abugov                                                                        | George Coe                                   |
| 74         | 23        | Gemischte Gefühle                  | Mixed Blessings                  | 19. März 1988        | 5. Juli 1991                          | Terry Hughes | Christopher Hughes                                                                 | Virginia Capers, Rosalind Cash, Scott Jacoby |
| 75         | 24        | Der Fernsehstar                    | Mister Terrific                  | 30. Apr. 1988        | 12. Juli 1991                         | Terry Hughes | Terry Grossman, Kathy Speer                                                        | Lonny Price                                  |
| 76         | 25        | Muttertag                          | Mother’s Day                     | 7. Mai 1988          | 26. Juli 1991                         | Terry Hughes | Barry Fanaro, Terry Grossman, Mort Nathan, Kathy Speer                             | Herb Edelman, Sid Melton                     |

## Staffel 4
| Nr. (ges.) | Nr. (St.) | Deutscher Titel                          | Originaltitel                          | Erstausstrahlung USA | Deutschsprachige Erstausstrahlung (D) | Regie           | Drehbuch                                               | Gaststars                      |
| ---------- | --------- | ---------------------------------------- | -------------------------------------- | -------------------- | ------------------------------------- | --------------- | ------------------------------------------------------ | ------------------------------ |
| 77         | 1         | Ausgerechnet Havannas                    | Yes, We Have No Havanas                | 8. Okt. 1988         | 9. Aug. 1991                          | Terry Hughes    | Barry Fanaro, Morth Nathan                             | Henry Darrow                   |
| 78         | 2         | Das aufregende Leben der Sophia Petrillo | The Days and Nights of Sophia Petrillo | 22. Okt. 1988        | 2. Aug. 1991                          | Terry Hughes    | Terry Grossman, Kathy Speer                            | Frances Bay                    |
| 79         | 3         | Einer kam durch                          | The One That Got Away                  | 29. Okt. 1988        | 23. Aug. 1991                         | Terry Hughes    | Christopher Lloyd                                      | John Harkins, Nick Toth        |
| 80         | 4         | Frau des Jahres                          | Yokel Hero                             | 5. Nov. 1988         | 30. Aug. 1991                         | Terry Hughes    | Robert Bruce, Martin Weiss                             | Richard Mulligan               |
| 81         | 5         | Nie wieder Stanley!                      | Bang the Drum, Stanley                 | 12. Nov. 1988        | 16. Aug. 1991                         | Terry Hughes    | Robert Bruce, Martin Weiss                             | Herb Edelman                   |
| 82         | 6         | Sophia heiratet (Teil 1)                 | Sophia’s Wedding (Part 1)              | 19. Nov. 1988        | 6. März 1992                          | Terry Hughes    | Barry Fanaro, Mort Nathan                              | Jack Gilford, Sid Melton       |
| 83         | 7         | Sophia heiratet (Teil 2)                 | Sophia’s Wedding (Part 2)              | 26. Nov. 1988        | 13. März 1992                         | Terry Hughes    | Barry Fanaro, Mort Nathan                              | Jack Gilford                   |
| 84         | 8         | Der Lotteriegewinn                       | Brother, Can You Spare That Jacket?    | 3. Dez. 1988         | 3. Apr. 1992                          | Terry Hughes    | Terry Grossman, Kathy Speer                            | Karl Wiedergott                |
| 85         | 9         | Der kleine Bruder                        | Scared Straight                        | 10. Dez. 1988        | 24. Apr. 1992                         | Terry Hughes    | Christopher Lloyd                                      | Monte Markham                  |
| 86         | 10        | Schon wieder Stanley!                    | Stan Takes a Wife                      | 7. Jan. 1989         | 1. Mai 1992                           | Terry Hughes    | Winifred Hervey Stallworth                             | Herb Edelman, Elinor Donahue   |
| 87         | 11        | Die Auktion                              | The Auction                            | 14. Jan. 1989        | 10. Apr. 1992                         | Terry Hughes    | Eric Cohen                                             | Tony Steedman, Michael McManus |
| 88         | 12        | Liebe ist nicht blind                    | Blind Date                             | 28. Jan. 1989        | 15. Mai 1992                          | Terry Hughes    | Christopher Lloyd                                      | Edward Winter                  |
| 89         | 13        | Vendetta                                 | The Impotence of Being Ernest          | 4. Feb. 1989         | 22. Mai 1992                          | Steve Zuckerman | Rick Copp, David A. Goodman, Kevin Abbott              | Richard Herd                   |
| 90         | 14        | Der kahle Casanova                       | Love Me Tender                         | 6. Feb. 1989         | 8. Mai 1992                           | Terry Hughes    | Richard Vaczy, Tracy Gamble                            | John Fiedler                   |
| 91         | 15        | Valentinstag                             | Valentine’s Day                        | 11. Feb. 1989        | 14. Aug. 1992                         | Terry Hughes    | Terry Grossman, Kathy Speer, Barry Fanaro, Mort Nathan | Sid Melton, Pat McCormick      |
| 92         | 16        | Zwei durch dick und dünn                 | Two Rode Together                      | 18. Feb. 1989        | 29. Mai 1992                          | Terry Hughes    | Robert Bruce, Martin Weiss                             | Freddie Jackson                |
| 93         | 17        | Mein Vater Bob Hope                      | You Gotta Have Hope                    | 25. Feb. 1989        | 5. Juni 1992                          | Terry Hughes    | Barry Fanaro, Mort Nathan                              | Bob Hope                       |
| 94         | 18        | Der Boxer und die Ladies                 | Fiddler on the Ropes                   | 4. März 1989         | 12. Juni 1992                         | Terry Hughes    | Terry Grossman, Kathy Speer                            | Chick Vennera                  |
| 95         | 19        | Spiel, Satz und Sieg                     | Till Death Do We Volley                | 18. März 1989        | 3. Juli 1992                          | Terry Hughes    | Richard Vaczy, Tracy Gamble                            | Anne Francis                   |
| 96         | 20        | Rose, die Kämpferin                      | High Anxiety                           | 25. März 1989        | 10. Juli 1992                         | Terry Hughes    | Robert Bruce, Martin Weiss                             | Jay Thomas                     |
| 97         | 21        | Eifersucht                               | Little Sister                          | 1. Apr. 1989         | 17. Juli 1992                         | Terry Hughes    | Christopher Lloyd                                      | Inga Swenson, Jerry Hardin     |
| 98         | 22        | Die Entführung                           | Sophia’s Choice                        | 15. Apr. 1989        | 24. Juli 1992                         | Terry Hughes    | Richard Vaczy, Tracy Gamble                            | Ellen Albertini Dow            |
| 99         | 23        | Ein gewichtiges Problem                  | Rites of Spring                        | 29. Apr. 1989        | 21. Aug. 1992                         | Terry Hughes    | Eric Cohen                                             | Herb Edelman                   |
| 100        | 24        | Drei aus Sizilien                        | Foreign Exchange                       | 6. Mai 1989          | 7. Aug. 1992                          | Terry Hughes    | Harriet B. Helberg, Sandy Helberg                      | Nan Martin                     |
| 101        | 25        | Haus zu verkaufen (Teil 1)               | We’re Outta Here (Part 1)              | 15. Mai 1989         | 19. Juni 1992                         | Terry Hughes    | Barry Fanaro, Mort Nathan, Kathy Speer, Terry Grossman | Herb Edelman                   |
| 102        | 26        | Haus zu verkaufen (Teil 2)               | We’re Outta Here (Part 2)              | 15. Mai 1989         | 26. Juni 1992                         | Terry Hughes    | Barry Fanaro, Mort Nathan, Kathy Speer, Terry Grossman | Herb Edelman                   |

## Staffel 5
| Nr. (ges.) | Nr. (St.) | Deutscher Titel              | Originaltitel                                            | Erstausstrahlung USA | Deutschsprachige Erstausstrahlung (D) | Regie        | Drehbuch | Gaststars                              |
| ---------- | --------- | ---------------------------- | -------------------------------------------------------- | -------------------- | ------------------------------------- | ------------ | --- | -------------------------------------- |
| 103        | 1         | Das Schlafsyndrom (Teil 1)   | Sick and Tired (Part 1)                                  | 23. Sep. 1989        | 28. Aug. 1992                         | Terry Hughes | Susan Harris | Jeffrey Tambor                         |
| 104        | 2         | Das Schlafsyndrom (Teil 2)   | Sick and Tired (Part 2)                                  | 30. Sep. 1989        | 4. Sep. 1992                          | Terry Hughes | Susan Harris | Richard Mulligan, Bibi Besch           |
| 105        | 3         | Nur über meine Leiche        | Accurate Conception                                      | 14. Okt. 1989        | 11. Sep. 1992                         | Terry Hughes | Gail Parent | Debra Engle                            |
| 106        | 4         | Rose schlägt zurück          | Rose Fights Back                                         | 21. Okt. 1989        | 18. Sep. 1992                         | Terry Hughes | Marc Sotkin | Chick Vennera                          |
| 107        | 5         | Clown oder nicht Clown       | Love Under the Big Top                                   | 28. Okt. 1989        | 9. Okt. 1992                          | Terry Hughes | Richard Vaczy, Tracy Gamble                                                                                       | Dick Van Dyke                          |
| 108        | 6         | Komm, tanz mit mir           | Dancing in the Dark                                      | 4. Nov. 1989         | 23. Okt. 1992                         | Terry Hughes | Phillip Jayson Lasker                                                                                             | Harold Gould                           |
| 109        | 7         | Freunde fürs Leben           | Not Another Monday                                       | 11. Nov. 1989        | 16. Okt. 1992                         | Terry Hughes | Gail Parent | Geraldine Fitzgerald, Richard Mulligan |
| 110        | 8         | Vertraute Gefühle            | That Old Feeling                                         | 18. Nov. 1989        | 25. Sep. 1992                         | Terry Hughes | Tom Whedon | George Grizzard                        |
| 111        | 9         | Komödie der Irrungen         | Comedy of Errors                                         | 25. Nov. 1989        | 13. Nov. 1992                         | Terry Hughes | Don Reo | Oliver Clark                           |
| 112        | 10        | Mr. Lucky                    | All That Jazz                                            | 2. Dez. 1989         | 30. Okt. 1992                         | Terry Hughes | Robert Bruce, Martin Weiss                                                                                        | Herb Edelman, Scott Jacoby             |
| 113        | 11        | Abschied von Big Daddy       | Ebb Tide                                                 | 9. Dez. 1989         | 6. Nov. 1992                          | Terry Hughes | Marc Sotkin | Sheree North                           |
| 114        | 12        | Fröhliche Weihnachten, Stan! | Have Yourself a Very Little Christmas                    | 16. Dez. 1989        | 18. Dez. 1992                         | Terry Hughes | Tom Whedon | Herb Edelman                           |
| 115        | 13        | Kleine Mary                  | Mary Has a Little Lamb                                   | 6. Jan. 1990         | 4. Dez. 1992                          | Terry Hughes | Harold Apter | Julie McCullough                       |
| 116        | 14        | Die Sache mit Pablo          | Great Expectations                                       | 13. Jan. 1990        | 27. Nov. 1992                         | Terry Hughes | Robert Bruce, Martin Weiss                                                                                        | Robert Mandan                          |
| 117        | 15        | Das ganze Leben ist Reklame  | Triple Play                                              | 27. Jan. 1990        | 6. Apr. 1993                          | Terry Hughes | Gail Parent | Harold Gould, Molly Hagan              |
| 118        | 16        | Damals in New York           | Clinton Avenue Memoirs                                   | 3. Feb. 1990         | 20. Nov. 1992                         | Terry Hughes | Richard Vaczy, Tracy Gamble                                                                                       | Sid Melton, Kyle T. Heffner            |
| 119        | 17        | Herzklopfen                  | Like the Beep Beep Beep of the Tom-Tom                   | 10. Feb. 1990        | 13. Apr. 1993                         | Terry Hughes | Phillip Jayson Lasker                                                                                             | Robert Culp                            |
| 120        | 18        | Die Seitensprünge der Männer | An Illegitimate Concern                                  | 12. Feb. 1990        | 11. Dez. 1992                         | Terry Hughes | Marc Cherry, Jamie Wooten                                                                                         | Mark Moses                             |
| 121        | 19        | 72 Stunden                   | 72 Hours                                                 | 17. Feb. 1990        | 20. Apr. 1993                         | Terry Hughes | Richard Vaczy, Tracy Gamble                                                                                       | Tony Carreiro                          |
| 122        | 20        | Zweimal im Leben             | Twice in a Lifetime                                      | 24. Feb. 1990        | 27. Apr. 1993                         | Terry Hughes | Robert Bruce, Martin Weiss                                                                                        | Harold Gould, Eddie Bracken            |
| 123        | 21        | Schwestern und andere Fremde | Sisters and Other Strangers                              | 3. März 1990         | 4. Mai 1993                           | Terry Hughes | Marc Cherry, Jamie Wooten                                                                                         | Barbara Babcock                        |
| 124        | 22        | Lug und Trug                 | Cheaters                                                 | 24. März 1990        | 11. Mai 1993                          | Terry Hughes | Tom Whedon | Jerry Orbach                           |
| 125        | 23        | Sophias Fluch                | The Mangiacavallo Curse Makes a Lousy Wedding Present    | 31. März 1990        | 18. Mai 1993                          | Terry Hughes | Phillip Jayson Lasker                                                                                             | Howard Duff                            |
| 126        | 24        | Lauter Leidenschaften        | All Bets Are Off                                         | 28. Apr. 1990        | 29. Dez. 1990                         | Terry Hughes | Eugen B. Stein | Michael Ensign                         |
| 127        | 25        | Der Präsident kommt (Teil 1) | The President’s Coming! The President’s Coming! (Part 1) | 5. Mai 1990          | 1. Juni 1993                          | Lex Passaris | Marc Sotkin, Gail Parent, Martin Weiss, Robert Bruce, Philip Jayson Lasker, Tom Whedon, Marc Cherry, Jamie Wooten | Timothy Stack                          |
| 128        | 26        | Der Präsident kommt (Teil 2) | The President’s Coming! The President’s Coming! (Part 2) | 5. Mai 1990          | 8. Juni 1993                          | Lex Passaris | Marc Sotkin, Gail Parent, Martin Weiss, Robert Bruce, Philip Jayson Lasker, Tom Whedon, Marc Cherry, Jamie Wooten | Herb Edelman, Timothy Stack            |

## Staffel 6
| Nr. (ges.) | Nr. (St.) | Deutscher Titel                 | Originaltitel                                         | Erstausstrahlung USA | Deutschsprachige Erstausstrahlung (D) | Regie            | Drehbuch                                                               | Gaststars                  |
| ---------- | --------- | ------------------------------- | ----------------------------------------------------- | -------------------- | ------------------------------------- | ---------------- | ---------------------------------------------------------------------- | -------------------------- |
| 129        | 1         | Blanche wird Großmutter         | Blanche Delivers                                      | 22. Sep. 1990        | 15. Juni 1993                         | Matthew Diamond  | Gail Parent, Jim Vallely                                               | Debra Engle                |
| 130        | 2         | Es war einmal in St. Olaf       | Once, in St. Olaf                                     | 29. Sep. 1990        | 13. Juli 1993                         | Matthew Diamond  | Harold Apter                                                           | Don Ameche                 |
| 131        | 3         | Kartoffeln für Japan            | If at Last You Do Succeed                             | 6. Okt. 1990         | 20. Juli 1993                         | Matthew Diamond  | Robert Spina                                                           | Herb Edelman               |
| 132        | 4         | Der letzte Hippie               | Snap Out of It                                        | 13. Okt. 1990        | 6. Juli 1993                          | Matthew Diamond  | Tracy Gamble, Richard Vaczy                                            | Martin Mull                |
| 133        | 5         | Big Daddys Sünde                | Wham, Bam, Thank You, Mammy!                          | 20. Okt. 1990        | 27. Juli 1993                         | Matthew Diamond  | Marc Cherry, Jamie Wooten                                              | Ruby Dee                   |
| 134        | 6         | Toter Fisch                     | Feelings                                              | 27. Okt. 1990        | 10. Aug. 1993                         | Matthew Diamond  | Jerry Perzigian, Don Seigel                                            | George Wyner               |
| 135        | 7         | Nicht schon wieder Stanley!     | Zborn Again                                           | 3. Nov. 1990         | 17. Aug. 1993                         | Matthew Diamond  | Mitchell Hurwitz                                                       | Herb Edelman               |
| 136        | 8         | Sophia wird Nonne               | How Do You Solve a Problem Like Sophia?               | 10. Nov. 1990        | 24. Aug. 1993                         | Matthew Diamond  | Marc Cherry, Jamie Wooten                                              | Kathleen Freeman           |
| 137        | 9         | Der Mann meiner Träume          | Mrs. George Devereaux                                 | 17. Nov. 1990        | 7. Sep. 1993                          | Matthew Diamond  | Tracy Gamble, Richard Vaczy                                            | George Grizzard            |
| 138        | 10        | Sophias später Frühling         | Girls Just Wanna Have Fun … Before They Die           | 24. Nov. 1990        | 14. Sep. 1993                         | Matthew Diamond  | Gail Parent, James Vallely                                             | Harold Gould, Cesar Romero |
| 139        | 11        | Dinner für drei                 | Stand by Your Man                                     | 1. Dez. 1990         | 31. Aug. 1993                         | Matthew Diamond  | Tom Whedon                                                             | Hugh Farrington            |
| 140        | 12        | Fluch der Mitgift               | Ebbtide’s Revenge                                     | 15. Dez. 1990        | 21. Sep. 1993                         | Matthew Diamond  | Marc Sotkin                                                            | Brenda Vaccaro             |
| 141        | 13        | Der Kitzel der Liebe            | The Bloom Is Off the Rose                             | 5. Jan. 1991         | 5. Okt. 1993                          | Matthew Diamond  | Phillip Jayson Lasker                                                  | Harold Gould               |
| 142        | 14        | Die Schwester der Braut         | Sister of the Bride                                   | 12. Jan. 1991        | 28. Sep. 1993                         | Matthew Diamond  | Marc Cherry, Jamie Wooten                                              | Monte Markham              |
| 143        | 15        | Miles, die Ratte                | Miles to Go                                           | 19. Jan. 1991        | 2. Nov. 1993                          | Matthew Diamond  | Jerry Perzigian, Don Seigel                                            | Harold Gould               |
| 144        | 16        | Der Bund für’s Leben (Teil 1)   | There Goes the Bride (Part 1)                         | 2. Feb. 1991         | 12. Okt. 1993                         | Matthew Diamond  | Mitchell Hurwitz, Gail Parent, James Vallely                           | Herb Edelman               |
| 145        | 17        | Der Bund für’s Leben (Teil 2)   | There Goes the Bride (Part 2)                         | 9. Feb. 1991         | 19. Okt. 1993                         | Matthew Diamond  | Gail Parent, James Vallely                                             | Herb Edelman               |
| 146        | 18        | Sophia legt los                 | Older and Wiser                                       | 16. Feb. 1991        | 9. Nov. 1993                          | Matthew Diamond  | Tracy Gamble, Richard Vaczy                                            | Don Lake                   |
| 147        | 19        | Die rasende Reporterin          | Melodrama                                             | 16. Feb. 1991        | 16. Nov. 1993                         | Matthew Diamond  | Robert Spina                                                           | Alan King                  |
| 148        | 20        | Auch Großmütter haben den Blues | Even Grandmas Get the Blues                           | 2. März 1991         | 30. Nov. 1993                         | Robert Berlinger | Gail Parent, James Vallely                                             | Debra Engle                |
| 149        | 21        | Der Käsemann                    | Witness                                               | 9. März 1991         | 23. Nov. 1993                         | Zane Buzby       | Mitchell Hurwitz                                                       | Harold Gould               |
| 150        | 22        | Geplatztes Rendezvous           | What a Difference a Date Makes                        | 23. März 1991        | 7. Dez. 1993                          | Lex Passaris     | Marc Cherry, Jamie Wooten                                              | Hal Linden, Sid Melton     |
| 151        | 23        | Der Onkel aus Italien           | Love for Sale                                         | 6. Apr. 1991         | 14. Dez. 1993                         | Peter D. Beyt    | Jerry Perzigian, Don Seigel                                            | Herb Edelman, Bill Dana    |
| 152        | 24        | Feuerteufel Sophia (Teil 1)     | Never Yell Fire in a Crowded Retirement Home (Part 1) | 27. Apr. 1991        | 21. Dez. 1993                         | Matthew Diamond  | Gail Parent, Tracy Gamble, Richard Vaczy, Tom Whedon, Mitchell Hurwitz | Stanley Kamel              |
| 153        | 25        | Feuerteufel Sophia (Teil 2)     | Never Yell Fire in a Crowded Retirement Home (Part 2) | 27. Apr. 1991        | 28. Dez. 1993                         | Matthew Diamond  | Jim Vallely, Tracy Gamble, Richard Vaczy, Tom Whedon, Mitchell Hurwitz | Stanley Kamel              |
| 154        | 26        | Die Show geht weiter            | Henny Penny – Straight, No Chaser                     | 4. Mai 1991          | 19. Apr. 1994                         | Judy Piolo       | Tom Whedon                                                             | George Hearn               |

## Staffel 7
| Nr. (ges.) | Nr. (St.) | Deutscher Titel                  | Originaltitel                              | Erstausstrahlung USA | Deutschsprachige Erstausstrahlung (D) | Regie         | Drehbuch                                                 | Gaststars                              |
| ---------- | --------- | -------------------------------- | ------------------------------------------ | -------------------- | ------------------------------------- | ------------- | -------------------------------------------------------- | -------------------------------------- |
| 155        | 1         | Femme Fatal                      | Hey, Look Me Over                          | 21. Sep. 1991        | 26. Apr. 1994                         | Lex Passaris  | Mitchell Hurwitz                                         |                                        |
| 156        | 2         | Dinner für eine Leiche           | The Case of the Libertine Belle            | 28. Sep. 1991        | 10. Mai 1994                          | Lex Passaris  | Tom Whedon                                               | Todd Susman, Tony Plana                |
| 157        | 3         | Die Schöne und das Biest         | Beauty and the Beast                       | 5. Okt. 1991         | 17. Mai 1994                          | Lex Passaris  | Marc Cherry, Jamie Wooten                                | Alisan Porter, Edie McClurg            |
| 158        | 4         | Bella Italia                     | That’s for Me to Know                      | 12. Okt. 1991        | 24. Mai 1994                          | Lex Passaris  | Kevin Abbott                                             | Richard Stahl                          |
| 159        | 5         | Botschaft aus dem Fruchtsalat    | Where’s Charlie?                           | 19. Okt. 1991        | 3. Mai 1994                           | Lex Passaris  | Gail Parent, Jim Vallely                                 | Harold Gould, Tim Thomerson            |
| 160        | 6         | Lauter Muttersöhnchen            | Mother Load                                | 26. Okt. 1991        | 31. Mai 1994                          | Lex Passaris  | Jerry Perzigian, Don Seigel                              | Herb Edelman, Peter Graves, Meg Wyllie |
| 161        | 7         | Kann denn Liebe Sünde sein?      | Dateline: Miami                            | 2. Nov. 1991         | 21. Juni 1994                         | Peter D. Beyt | Marc Cherry, Jamie Wooten                                | Fred Willard, Pat Harrington Jr.       |
| 162        | 8         | Affen im Sturm (Teil 1)          | The Monkey Show (Part 1)                   | 9. Nov. 1991         | 7. Juni 1994                          | Lex Passaris  | Mitchell Hurwitz, Marc Sotkin                            | Herb Edelman, Bill Dana                |
| 163        | 9         | Affen im Sturm (Teil 2)          | The Monkey Show (Part 2)                   | 9. Nov. 1991         | 14. Juni 1994                         | Lex Passaris  | Mitchell Hurwitz, Marc Sotkin                            | Herb Edelman, Bill Dana                |
| 164        | 10        | Miles, der Pfennigfuchser        | Ro$e Love$ Mile$                           | 16. Nov. 1991        | 19. Juli 1994                         | Lex Passaris  | Don Seigel, Jerry Perzigian, Richard Vaczy, Tracy Gamble | Harold Gould, Bill Dana                |
| 165        | 11        | Wunder gibt es immer wieder      | Room Seven                                 | 23. Nov. 1991        | 26. Juli 1994                         | Peter D. Beyt | Tracy Gamble, Richard Vaczy, Jerry Perzigian, Don Seigel | Sid Melton                             |
| 166        | 12        | Ein Held kehrt heim              | From Here to the Pharmacy                  | 7. Dez. 1991         | 2. Aug. 1994                          | Lex Passaris  | Gail Parent, Jim Vallely                                 | Bruce Kirby                            |
| 167        | 13        | Der Papst in Miami               | The Pope’s Ring                            | 14. Dez. 1991        | 16. Aug. 1994                         | Lex Passaris  | Kevin Abbott                                             | Harold Gould                           |
| 168        | 14        | Der erste Kuss                   | Old Boyfriends                             | 4. Jan. 1992         | 23. Aug. 1994                         | Peter D. Beyt | Jamie Wooten, Marc Cherry                                | Betty Garrett, Ken Berry               |
| 169        | 15        | Adieu, Lancelot!                 | Goodbye, Mr. Gordon                        | 11. Jan. 1992        | 6. Sep. 1994                          | Lex Passaris  | Gail Parent, Jim Vallely                                 | Jack Bannon                            |
| 170        | 16        | Der Zahn der Zeit                | The Commitments                            | 25. Jan. 1992        | 4. Okt. 1994                          | Lex Passaris  | Tracy Gamble, Richard Vaczy                              | Ken Howard, Terry Kiser                |
| 171        | 17        | Mit Fleiß kein Preis             | Questions and Answers                      | 8. Feb. 1992         | 18. Okt. 1994                         | Lex Passaris  | Don Seigel, Jerry Perzigian                              | Merv Griffin, Donald Trump             |
| 172        | 18        | Zum letzten Mal Stanley!         | Ebbtide VI: The Wrath of Stan              | 15. Feb. 1992        | 25. Okt. 1994                         | Lex Passaris  | Marc Sotkin                                              | Herb Edelman, Bill Dana                |
| 173        | 19        | Karaoke und Kamikaze             | Journey to the Center of Attention         | 22. Feb. 1992        | 15. Nov. 1994                         | Lex Passaris  | Jamie Wooten, Marc Cherry                                | Jane Dulo                              |
| 174        | 20        | Verführung bei Vollmond (Teil 1) | A Midwinter Night’s Dream (Part 1)         | 29. Feb. 1992        | 22. Nov. 1994                         | Lex Passaris  | Kevin Abbott, Tom Whedon                                 | Harold Gould                           |
| 175        | 21        | Verführung bei Vollmond (Teil 2) | A Midwinter Night’s Dream (Part 2)         | 29. Feb. 1992        | 29. Nov. 1994                         | Lex Passaris  | Kevin Abbott, Tom Whedon                                 | Harold Gould                           |
| 176        | 22        | Ein pikantes Geschenk            | Rose: Portrait of a Woman                  | 7. März 1992         | 6. Dez. 1994                          | Lex Passaris  | Robert Spina                                             | Harold Gould                           |
| 177        | 23        | Freundinnen in der Not (Teil 1)  | Home Again, Rose (Part 1)                  | 25. Apr. 1992        | 13. Dez. 1994                         | Peter D. Beyt | Gail Parent                                              | Jessica Lundy                          |
| 178        | 24        | Freundinnen in der Not (Teil 2)  | Home Again, Rose (Part 2)                  | 2. Mai 1992          | 20. Dez. 1994                         | Peter D. Beyt | Jim Vallely                                              | Lee Garlington, Jessica Lundy          |
| 179        | 25        | Die Nichte der Braut (Teil 1)    | One Flew Out of the Cuckoo’s Nest (Part 1) | 9. Mai 1992          | 27. Dez. 1994                         | Lex Passaris  | Mitchell Hurwitz, Don Seigel, Jerry Perzigian            | Leslie Nielsen                         |
| 180        | 26        | Die Nichte der Braut (Teil 2)    | One Flew Out of the Cuckoo’s Nest (Part 2) | 9. Mai 1992          | 27. Dez. 1994                         | Lex Passaris  | Mitchell Hurwitz, Don Seigel, Jerry Perzigian            | Leslie Nielsen                         |